# Norton de Matos (bairro de Coimbra)

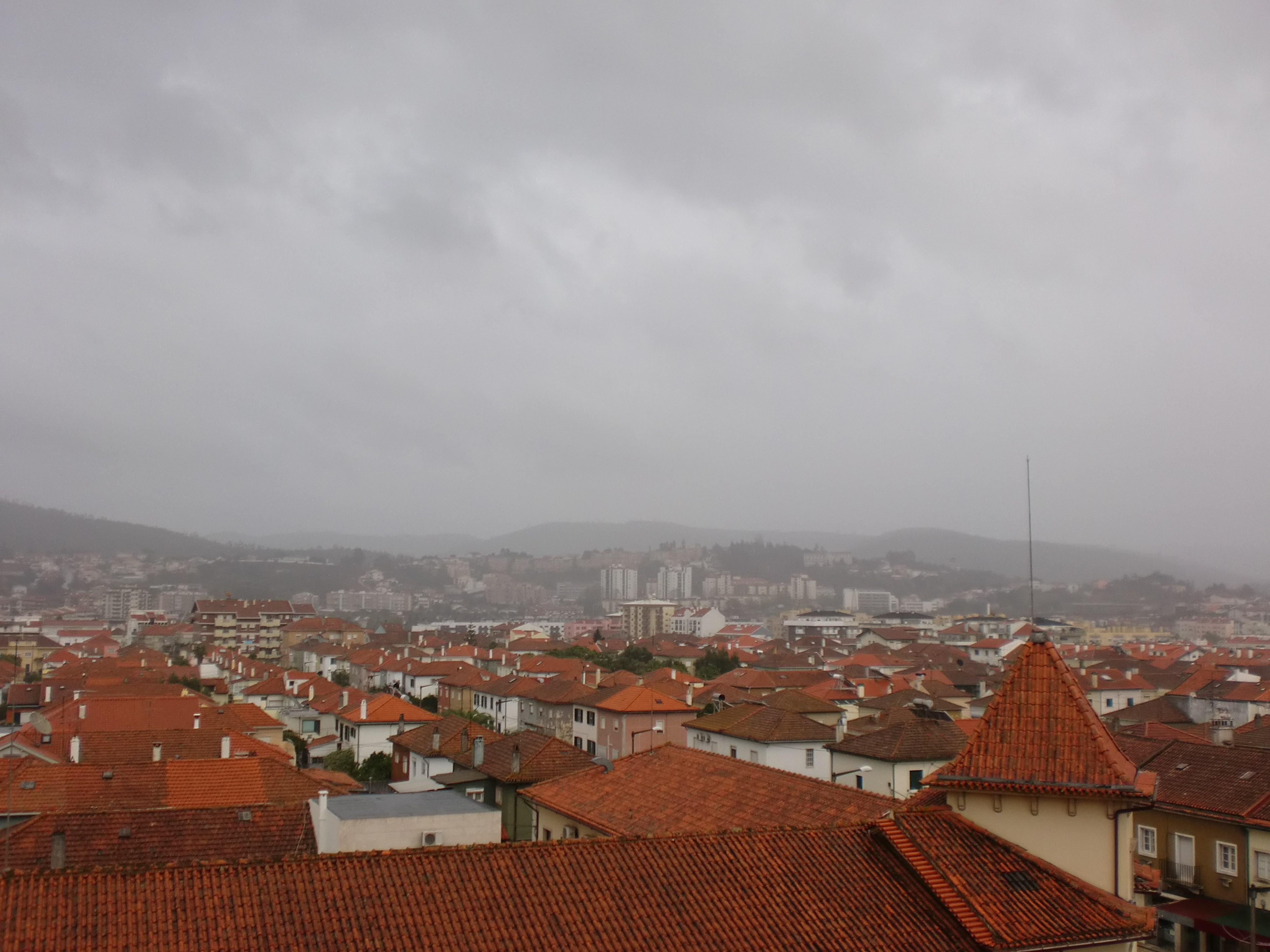
Vista sobre o Bairro Norton de Matos

O Bairro Norton de Matos ou  Bairro do Calhabé  é um bairro localizado na freguesia de Santo António dos Olivais, em Coimbra.

## História
Este bairro foi mandado construir pelo Primeiro Ministro António de Oliveira Salazar para alojar as pessoas que moravam na Alta de Coimbra junto à Universidade, devido à expansão da mesma.
No início o bairro se chamava Bairro do Calhabé, sua construção começou em 30 de janeiro de 1947. Em novembro de 1949, o nome mudou para Marechal Carmona, em comemoração ao 80 anos do governador. Mais tarde, em 25 de abril de 1974, o nome mudou e fico definitivamente Bairro Norton de Matos. 
Quem morava nessa zona, iria para o Bairro Norton de Matos, para uma casa com o mesmo número de quartos como a que morava na Alta de Coimbra, isto é, quem tinha uma casa com dois quartos iria para uma casa com dois quartos, quem tinha uma com três, iria para uma com três quartos, e assim sucessivamente.
No bairro localiza-se o Centro Norton de Matos e o Edifício Militar.

## Eventos
Vários patrocinadores promovem, durante os verões, o programa Noites de Verão. Este inclui, normalmente, participações musicais, mas também de mágicos ilusionistas e dançarinos. Este programa já contou, igualmente, com actuações de grupos estrangeiros, como por exemplo da República Checa. 
O Centro Norton de Matos dispõe de um leque de actividades muito variado. Neste se inserem, entre outros, a Academia de Música, actividades de Dança Jazz e secções de Futsal e de xadrez. O CNM foi inaugurado em 1966, pelo Presidente da República a época, Almirante Américo Tomás, com intuito de estimular atividades desportivas, culturas, e promover lazer aos moradores do bairro que viviam isolados por conta da falta de infraestrutura.